# الصيرة (يافع)

تعديل مصدري - تعديل

الصيرة هي إحدى قرى عزلة لبعوس بمديرية يافع التابعة لمحافظة لحج، بلغ تعداد سكانها 1428 نسمة حسب تعداد اليمن لعام 2004.